# イザベラ・リョン
イザベラ・リョン（梁洛施、簡体字: 梁洛施, 拼音: liáng luòshī。1988年6月23日 - ）は、マカオ生まれで香港を中心に活動する歌手、女優である。EEG傘下のミュージック・プラス所属。
2002年、13歳の時に皮膚化粧品のCMでデビュー。その後、歌手・俳優としても活動。

## 人物･経歴
- 中国人の母とポルトガル人の父の間に生まれる。父親は出生以後まもなく死別。
- 中国の本名は梁楽瑤。ポルトガル名はLuisa Isabella Nolasco da Silva。
- 中学卒業後、家庭の経済状況により香港芸能界に入り、2005年にEEGと契約。
- 2006年、記者との約束を破ったり、マネージャーにキレるなどしたため、所属事務所であるEEGから一年間の芸能活動休止を言い渡される。その後、4ヶ月で復帰。
- 2009年4月末、カナダ・トロントにて、香港の実業家李澤楷との間に男児を出産。二人は結婚しておらず、芸能界に復帰予定も未定[1]であったが、2015年から芸能活動を再開した。

## 音楽作品

### アルバム
- Isabella（2004年）

1. Intro - Isabella
2. 心癮
3. 愛到底
4. 先苦後甜（Sweet Mix）
5. 錫自己
6. 先苦後甜（Bitter Mix）
7. 恋得更好
8. 愛神之箭（ケニー・クァンとデュエット）

- To Find Love

1. 晩晩乖
2. 哥哥的婚礼
3. 有鬼
4. 精心片段
5. Da Da Da（2005年 MaybellineCMソング）
6. 聴話
7. 好得意

- I Am Isabella

1. 晩晩乖
2. 唱一首愛歌
3. 有鬼
4. 迷上天蠍
5. Da Da Da（2005年 MaybellineCMソング）
6. 間中花心
7. 好得意

- Joy to the World Christmas Hits

1. Jingle Bells
2. Winter Wonderland
3. Here Comes The Santa Claus（ツインズ、ユミコ・チェンらと合唱）

- 8星報囍賀賀囍

1. 八星報喜賀賀喜（ツインズ、ユミコ・チェン、ディープ・ンらと合唱）
2. 双驕吐艶慶新春（ツインズ、ユミコ・チェンと共に合唱）

- 雪再見 (Dual Disc) (CD+DVD)

1. 伊莎貝拉
2. 説・再見（スティーブン・チョンと共に合唱）
3. 眼涙的好劇
4. 恋愛地図
5. 等愛
6. 恋上你的Blog
7. 人造雪（スティーブン・チョンと共に合唱）

## 出演作品

### 映画
- 見鬼10（邦題：the EYE 3、2005年4月） - April 役
- 虫不知（邦題：バグ・ミー・テンダー 恋と友情の物語、2005年7月） - 小月 役
- 情癲大聖（邦題：西遊記リローデッド、2005年12月） - 紅孩児 役
- 猛龍（邦題：ドラゴン・スクワッド、2005年11月） -江綽芝 役(ゲスト出演)
- 春田花花同学会（2006年1月） - 斬 鶏詠詩 役
- 伊莎貝拉（邦題：イザベラ、2006年4月） - 張碧欣 役
- 妄想（邦題：妄想 diary、2006年10月） - 亜儀 役
- 雲水謠（2006年12月） - 王暁芮 役
- 刺青（邦題：Tattoo -刺青、2006年10月）（2007年3月） - 竹子 役
- 戲王之王（2007年6月、ゲスト出演）
- 深海尋人 missing（邦題：MISSING ミッシング、2008年6月） - 陳小凱 役
- 木乃伊3:龍帝之墓（邦題：ハムナプトラ3 呪われた皇帝の秘宝、2008年8月） - Lin 役
- 12金鴨（2015年2月）
- 念念（2015年4月）

### テレビ番組
- 赤沙印記@四葉草.2
- 奇幻潮

### 参加したライブやコンサート
- サミュエル・ホイ継続微笑コンサート（ゲスト出演）
- Isabella音楽聯fan快活騷
- 星Mobile超時空接觸コンサート
- Twins一時無両香港コンサート（ゲスト出演）

### 広告
- 2002年
  - 32°C（香港とマカオ）（ニコラス・ツェーと共演）

- 2003年
  - 香港MTR
  - コカ・コーラ（一般広告）
  - Vogue Card（台湾）

- 2004年
  - Maybelline（一般広告）
  - 四洲海苔
  - 松日MP3
  - Meko
  - Regene
  - 痩身物語関連飲料産品（香港）
  - フェアウッド・ファーストフード店
  - ニュー・ワールド・モビリティ 星Mobile

- 2005年
  - Kingstonメモリー・カード（一般広告）
  - フェアウッド・ファーストフード店（香港）
  - スレック・シャンプー（中国）
  - Regene（香港）
  - ブロードウェイ電気産品（香港）（一般広告）
  - フランス・ブライダル（香港）（一般広告）
  - ニュー・ワールド・モビリティ 星Mobile（香港）